# Джон де Пултені
Джон де Пултені (англ. John de Pulteney; д/н — 8 червня 1349) — лондонський заможний торговець часів Англійського королівства, лорд-мер Лондона.

## Життєпис
Походив торгівців з графства Лестер. Народився в містечку Поутні. Син Адама і Адам і Матильди. Ймовірно разом з батьком займався торгівлею вовною, потім здобув власний статок на торгівлі лестерською довгововнистою тканиною. Його комерційна діяльність також включала позику грошей. Наприклад, у липні 1325 року Роберт Бердет з Шипі (Лестершир) визнав, що він винен 100 фунтів стерлінгів Джону. Наступного місяця настоятель лікарні Святого Іоанна Єрусалимського в Англії визнав, що винен Джону 800 фунтів стерлінгів. Джон також позичив гроші королю, наприклад невказану суму, яка в червні 1329 року була непогашеною, але забезпечена митними надходженнями міста Саутгемптон.
Перебрався до Лондону, громадянином якого став. 1328 року обійняв посаду олдермена. Увійшов до цеху суконників (компанії драперів). 1330 року оженився на доньці заможного торгівця перцем Джона де Берефорда. Стає шерифом Сіті. У 1331, 1332, 1334 і 1336 роках обирається мером Лондону. Також обіймав посаду ешеатора лондонського Сіті. 1337 року отримав лицарське звання, внаслідок чого змінив прізвище з Джона Поутні на Джона де Пултені.
1337 року увійшов до королівської вовняною компанією, з доходів якої фінансувалася війна. Для цього її було оголошено монополістом з експорту вовни. Активно діяв разом з очільником компанії Вільяма де Ла Поля. 1340 року брав участь у перемовинах з королем Едуарда III щодо надання тому кредиту на ведення війни. Того ж року разом з братами Вільямом і Річардом де Ла Полями був заарештований за махінаціями в королівській вовняній компанії.
1341 року звільнено з-під варти. За цим став вкладати значні статки у будівельні проекти — Пеншурст Плейс, Колдхарбор-хаус (після смерті Пултені — резиденція принца Едуарда Уельського), Кендлвік-стріт, Коледж Св. Лоуренса Поунтні, Церква кармелітів або білих братів в Ковентрі, Замок Чевлі в Кембриджширі. 6 жовтня 1341 року йому було надано ліцензію на кренеляцію житлових приміщень його маєтків у Чівлі, Кембриджширі та Пеншурст-Кенті, а також його помешкання в Лондоні.
Вже надав кредитів Едуарду III, але регулярно брав участь у нарадах з державних фінансів. 1347 року разом з Вільямом де Ла Полем було доручено організувати головну базу англійського краму.
Помер 1349 року під час епідемії чуми. Його поховали в Старому соборі Святого Павла, але могила та пам'ятник були знищені разом із собором під час Великої лондонської пожежі 1666 року. Сучасний пам'ятник у склепі вказує його серед важливих втрачених могил.

## Власність
Володів 23 манорами у графствах Кембриджширі, Лестерширі, Міддлсексі, Саффолці, Ворікширі. 

## Родина
Дружина — Маргарита, донька Джона де Берефорда
Діти:
- Вільям (1340—1366/1367)